# Jerônimo de Ornelas
Jerônimo de Ornelas Menezes e Vasconcelos (Isla de Madeira, 1691 — Triunfo, 27 de septiembre de 1771) fue un propietarios rural y donatario de una sesmaria en el Brasil colonial. Su sesmaría, llamada Sesmaria de Sant'Ana, fue sobre la que se inició el poblamiento de la actual ciudad de Porto Alegre.